# ウラジスラフ・ゾフニルスキー
ウラジスラフ・ゾフニルスキー（Vladislav Zhovnirski Владисла́в Влади́мирович Жовни́рский、1978年7月12日 - ）は、ロシアの男性フィギュアスケート選手。1995-1996年シーズンの世界ジュニア選手権ペアチャンピオン。パートナーはヴィクトリア・マキシウタ。

## 経歴
ヴィクトリア・マキシウタとペアを結成。1995-1996年シーズン、初出場の世界ジュニア選手権でいきなり優勝を果たす。翌1996-1997年シーズンからは3年連続で世界ジュニア選手権3位となった。1997-1998年シーズンからは創設されたばかりのISUジュニアグランプリへ参戦。4大会で優勝を果たし、JGPファイナルでは優勝こそなかったものの2大会連続で表彰台に上がった。
1998-1999年シーズンからはシニアの競技会へも参戦。ユニバーシアードでは中国の龐清&佟健組を抑えて優勝し、スケートアメリカでは3位となるなどシニア転向後も強さを発揮したが、同シーズン終了後にペアを解散。

## 主な戦績
| 大会/年                       | 1995-96 | 1996-97 | 1997-98 | 1998-99 |
| ----------------------------- | ------- | ------- | ------- | ------- |
| GPスケートアメリカ            |         |         |         | 3       |
| ネペラメモリアル              |         | 1       |         |         |
| ユニバーシアード              |         |         |         | 1       |
| 世界Jr.選手権                 | 1       | 3       | 3       | 3       |
| JGPファイナル                 |         |         | 2       | 3       |
| JGPブラオエン・シュベルター杯 |         |         |         | 1       |
| JGPソフィア杯                 |         |         |         | 1       |
| JGPSNP                        |         |         | 1       |         |
| JGPハンガリー杯               |         |         | 1       |         |